# شقبان سولا
شقبان سولا (الاسم العلمي: Megapodius bernsteinii) (بالإنجليزية: Sula Megapode)‏ هو نوع من الطيور يتبع جنس الشقبان من فصيلة الشقبانية.